# Elsteraue
Elsteraue is een gemeente in de Duitse deelstaat Saksen-Anhalt, en maakt deel uit van de Landkreis Burgenlandkreis.
Elsteraue telt 8.074 inwoners.

## Geschiedenis
De gemeente is ontstaan op 1 juli 2003 door de vrijwillige fusie van de toenmalige zelfstandige gemeenten Bornitz, Draschwitz, Göbitz, Könderitz, Langendorf, Profen, Rehmsdorf, Reuden, Spora en Tröglitz.

## Indeling gemeente
De volgende Ortsteile maken deel uit van de gemeente:
- Alt-Tröglitz
- Beersdorf
- Bornitz
- Draschwitz
- Döbitzschen
- Gleina
- Göbitz
- Kadischen
- Krimmitzschen
- Könderitz
- Langendorf
- Lützkewitz
- Maßnitz
- Minkwitz
- Nißma
- Oelsen
- Ostrau
- Predel
- Profen
- Rehmsdorf
- Reuden
- Spora
- Sprossen
- Staschwitz
- Torna
- Traupitz
- Tröglitz

An der Poststraße · 
Bad Bibra · 
Balgstädt · 
Droyßig · 
Eckartsberga · 
Elsteraue · 
Finne · 
Finneland · 
Freyburg · 
Gleina · 
Goseck · 
Gutenborn · 
Hohenmölsen · 
Kaiserpfalz · 
Karsdorf · 
Kretzschau · 
Lanitz-Hassel-Tal · 
Laucha an der Unstrut · 
Lützen · 
Meineweh · 
Mertendorf · 
Molauer Land · 
Naumburg · 
Nebra · 
Osterfeld · 
Schnaudertal · 
Schönburg · 
Stößen · 
Teuchern · 
Weißenfels · 
Wethau · 
Wetterzeube · 
Zeitz